# Maša Zec Peškirič
Maša Zec Peškirič, slovenska tenisačica, * 21. januar 1987, Jesenice.
Leta 2009 se je uvrstila v prvi krog na turnirjih za Odprto prvenstvo Anglije in Odprto prvenstvo ZDA, 19. oktobra istega leta je zasedala zanjo rekordno 93. mesto na lestvici WTA.